# Kono Hanasaku Koro
Singles de Yui Sakakibara
Jewelry days
(2004) Eternal Destiny
(2005)
Kono Hanasaku Koro est le 2esingle de Yui Sakakibara sorti sous le label LOVE×TRAX Office le 29 août 2005 au Japon.
Kono Hanasaku Koro a été utilisé comme thème d'ouverture pour le jeu vidéo Piano no Mori no Mankai no Shita et Chiru Hana Sakura comme fermeture. Kono Hanasaku Koro se trouve sur l'album Honey, les 4 chansons se trouvent sur la compilation LOVE×singles.

## Liste des titres
Toutes les paroles sont écrites par Yui Sakakibara.
| 1. | Kono Hanasaku Koro (此の花咲ク頃)  | Hatade Yasutaka | 4:33 |
| 2. | Chiru Hana Sakura (ちるはなさくら) | Manack          | 4:51 |
| 3. | Kono Hanasaku Koro (Instrumental)  | Hatade Yasutaka | 4:33 |
| 4. | Chiru Hana Sakura (Instrumental)   | Manack          | 4:51 |